# 1422
Cette page concerne l'année 1422  du calendrier julien.
L'année 1422 est une année commune qui commence un jeudi.

## Événements
- 20 janvier : le prétendant au trône ottoman Mustafa embarque pour l'Anatolie sur des vaisseaux Génois. Il rencontre Murad II qui le bat puis l'élimine lors de sa fuite à Edirne et s'impose comme seul sultan ottoman[1] (fin de règne en 1451).

- 17 avril : l'empereur de Chine Yongle part de Pékin pour une troisième expédition militaire en Mongolie. Il parvient dans la région du Dalaï Nor mais Arouktaï s'enfuit dans la steppe (juillet)[2]. Il est de retour à Pékin en septembre[3].

- Avril : début du règne de Barsbay, sultan mamelouk burjite d’Égypte (fin en 1437)[4].
- 10 juin : Murad II déclare la guerre à l'empire Byzantin[1].
- 13 juin : les ottomans assiègent Thessalonique[1].

- 24 août : Murad II attaque Constantinople mais doit se retirer devant la résistance des Byzantins le 6 septembre[1].
- Août[5] : début du règne de Deva Raya II, empereur du Vijayanagar (fin en 1446). Déclin de la dynastie de Sangama au Vijayanagar après la mort de Deva Raya Ier.
- 22 septembre : abdication du sultan Firuz Shah[6]. Début du règne de son frère Ahmad Shah Vali, sultan des Bahmanî (fin en 1436).

- Le khan des Ossètes Arouktaï rétablit Oldjeitémur comme grand khan des Mongols à Karakorum (fin en 1424)[7].

### Europe
- 8 janvier : victoire des Hussites sur les croisés à Německý Brod (Deutschbrod)[8].
- 16 février : le parlement de Bretagne condamne à mort les Penthièvre, déjà déchus de leurs biens par le duc de Bretagne[9].
- 22 avril : le dauphin Charles épouse Marie d'Anjou à Bourges[10].
- 2 mai : prise de Meaux par les Anglais[11].
- 17 mai : Sigismond Korybutovic, neveu de Ladislas II Jagellon, candidat au trône de Bohême contre l'empereur Sigismond, entre dans Prague redevenue monarchiste. Il est proclamé roi mais ne parvient pas à se faire couronner[8].
- 30 juin : bataille d'Arbedo entre les troupes du duc de Milan et les cantons suisses ; victoire des Milanais qui récupèrent ainsi les possessions helvétiques au sud des Alpes[12].
- 24 août - 6 septembre : attaque de Constantinople par les Ottomans[1].
- 31 août : mort de Henri V d'Angleterre[8].
- 1er septembre : début du premier règne de Henri VI d'Angleterre, âgé de neuf mois (fin en 1461)[13]. Tutelle de Humphrey de Lancastre, duc de Gloucester en Angleterre[14].
- 21 octobre : mort de Charles VI[8].
- 25 octobre : annonce du mariage de Jacqueline de Bavière (Hollande, Zélande, Hainaut) avec le duc de Gloucester, oncle d’Henri V d'Angleterre[15]. Jacqueline rompt ainsi son serment à Philippe III le Bon de ne plus se remarier.
- 30 octobre : Charles VII, reniant le traité de Troyes se proclame roi de France à Mehun-sur-Yèvre, près de Bourges (fin en 1461)[16].
- 19 novembre : le duc de Bedford, nommé régent de France pour son neveu le roi d’Angleterre Henri VI (fin en 1429), après que Philippe III de Bourgogne a refusé la régence, demande au Parlement de Paris la prestation du Serment général de fidélité au jeune roi[17].
- 27 décembre : paix du lac de Melno entre la Pologne-Lituanie et l'ordre Teutonique[18].

- Venise envisage l’annexion de la Morée[1].

## Naissances en 1422
- vers 1422 : Victor von Carben, rabbin allemand